# Fernán Núñez
Fernán Núñez é um município da Espanha na província de Córdova, comunidade autónoma da Andaluzia. Tem 29,8 km² de área e em 2021 tinha 9 667 habitantes (densidade: 324,4 hab./km²).

## Demografia
| Variação demográfica do município entre 1991 e 2004 | Variação demográfica do município entre 1991 e 2004 | Variação demográfica do município entre 1991 e 2004 | Variação demográfica do município entre 1991 e 2004 |
| --------------------------------------------------- | --------------------------------------------------- | --------------------------------------------------- | --------------------------------------------------- |
| 1991                                                | 1996                                                | 2001                                                | 2004                                                |
| 9320                                                | 9442                                                | 9389                                                | 9407                                                |